# By the Tree
By The Tree é uma banda cristã de rock, estadunidense de Weatherford, Texas.

## Biografia
By The Tree foi fundado por Chuck Dennie e Bala Boyd, começando a tocar no Texas em 1997, tocando em igrejas e eventos pelo sudeste dos Estados Unidos o grupo com canções mais lentas ao comum de uma banda cativou muitos fãs por essa região. Os dois primeiros álbuns foram independentes "Passion For Jesus" e "Shoot Me Down". Após isso o grupo foi para a Fervent Records, que faz parte da renomada BMG. Com o terceiro álbum "Invade My Soul" eles ganharam em 2001 o premio Dove Awards. Depois disso houve vários trocas entre os membros, o ex-líder Chuck Dennie não atua mas o grupo e mora na Florida, mesmo assim o grupo continuou a fazer seus álbuns e ganhando premios e tocando nas radios americanas cristãs, depois de 10 anos de carreira o grupo lançou um álbum especial com as 10 melhores canções "Beautiful One: The Best of By The Tree (2007)".
Curiosidade: O Vocalista Aaron Blanton foi o baterista da também banda de Rock Cristão/Música Cristã Contemporânea (Sonicflood).

## Integrantes

### Atuais
- Aaron Blanton - vocal/guitarra
- Ben Davis - baixo/vocal
- Garrett Goodwin - bateria
- Dustin Sauder - guitarra/vocal

### Passados
- Kevin Rhoads – vocal, guitarra
- Charlie Goddard – vocals, guitarra
- Rocky Presley – baixo
- Chuck Dennie – vocal/guitarra
- Samuel McKern – bateria
- David Canington – teclado
- Betsy Caswell – vocal

## Discografia
- Passion For Jesus (1999)
- Shoot Me Down (1999)
- Invade My Soul (2001)
- These Days (2002)
- Root (2003)
- Hold You High (2004)
- World On Fire (2006)
- Beautiful One: The Best of By The Tree (2007)